# 글레프

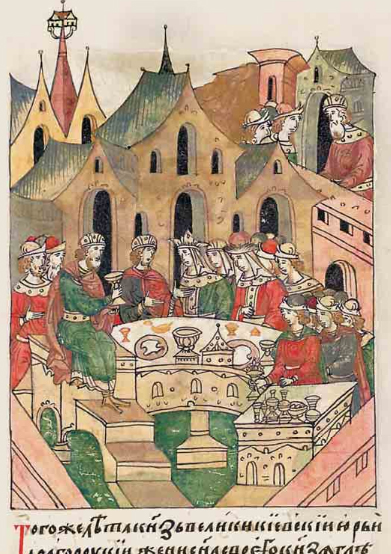

글레프(러시아어: Глеб Юрьевич 글레프 유리예비치[*], 우크라이나어: Гліб Юрійович 흘리브 유리요비치[*], 생년 미상 ~ 1171년)는 키예프 대공국의 대공(재위: 1169년, 1170년 ~ 1171년)이다. 류리크 왕조 출신이며 유리 돌고루키 대공의 아들이다.
| 전임 므스티슬라프 2세 | 키예프 대공 1169년, 1170년 ~ 1171년 | 후임 블라디미르 3세 |